# Centro-destra

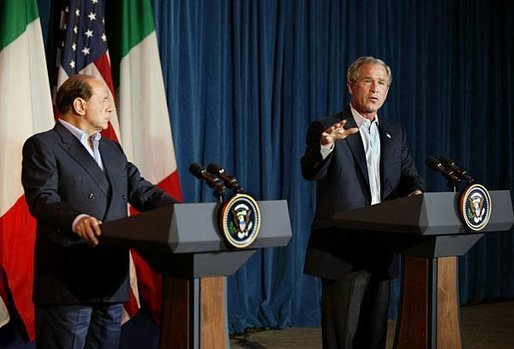
Silvio Berlusconi con George W. Bush, esponenti del centro-destra, in un incontro a Crawford, Texas

Il centro-destra è una posizione politica sorta dall'alleanza dei partiti di destra con quelli di centro, di impostazione conservatrice e con un'inclinazione democristiana e liberale.
Gli aspetti economici del moderno centro-destra sono stati influenzati dal liberismo economico, che generalmente sostiene i mercati liberi, la spesa pubblica limitata, riduzione dei servizi pubblici, riduzione del welfare e altre politiche fortemente associate al neoliberismo. Culturalmente non è liberale né socialmente conservatore e sovente combina entrambe le convinzioni con il sostegno alle libertà civili e agli elementi del tradizionalismo.

## Descrizione

### Negli USA
Fino al 1933, il maggiore rappresentante del centro-destra negli Stati Uniti era il Partito Democratico. I democratici, in particolare quelli provenienti dagli Stati meridionali, appoggiarono a volte la segregazione razziale. Quando nel 1933, entrò in vigore il New Deal del Presidente Roosevelt, il Partito Democratico diventò la "sinistra" del panorama politico degli Stati Uniti. I conservatori democratici e i repubblicani contestavano l'intervento statale nell'economia, il crescente peso della presidenza a discapito del Parlamento, l'aumento del debito pubblico e l'alto costo dei provvedimenti assistenziali. Il Partito Repubblicano si trasformò quindi nell'espressione politica del pensiero conservatore, che incarna tutt'oggi.

### In Europa

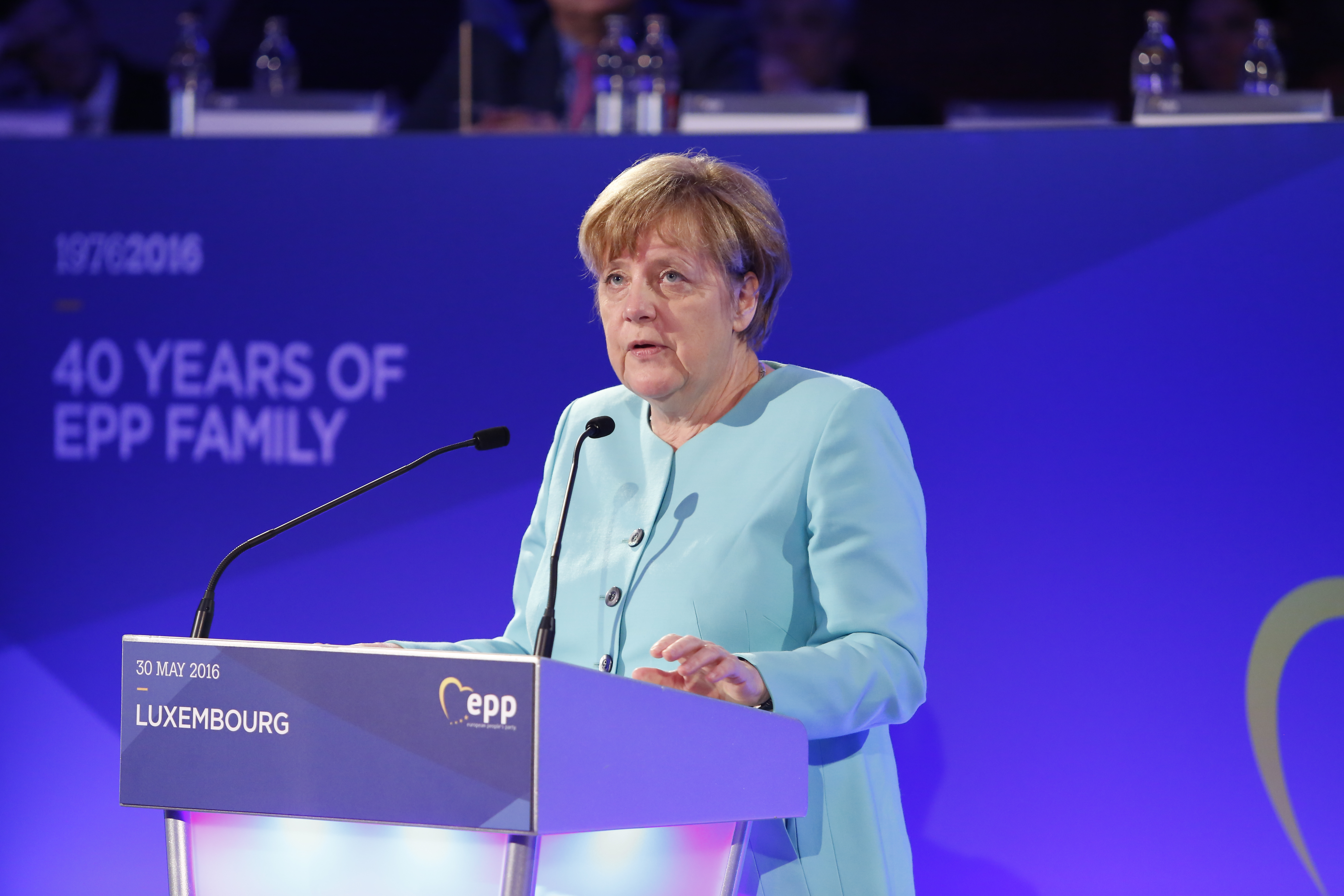
L'ex cancelliera tedesca Angela Merkel è stata un'esponente di spicco del centro-destra in Europa, qui a un incontro del Partito Popolare Europeo.

La maggior parte dei partiti di centro-destra in Europa si riconosce nel Partito Popolare Europeo (PPE),  definito "una famiglia di centro con radici profonde nella storia della civiltà europea".
Nato come contenitore di matrice puramente democristiana, alla fine degli anni novanta, rispondendo a un'idea di Helmut Kohl, si è aperto ad altre esperienze culturali riconducibili a soggetti di ispirazione liberale e conservatrice. Tra i Popolari europei entrano, tra gli altri, Forza Italia, il Partito Popolare spagnolo e il Raggruppamento per la Repubblica francese, tutti e tre partiti che hanno al loro interno cospicue componenti di matrice liberale e laica. Il PPE ha anche intessuto rapporti stretti con il raggruppamento dei Democratici Europei, composto da partiti conservatori, e segnatamente con il Partito Conservatore britannico, dando origine al gruppo parlamentare PPE-DE. Tuttavia i conservatori inglesi hanno abbandonato il gruppo nel 2009 e il gruppo parlamentare del PPE è tornato ad assumere la denominazione originaria PPE - Democratici-Cristiani.
Il risultato di questi processi è stato lo spostamento dell'asse politico del PPE verso destra e un'ottica meno confessionale. Ciò non è servito a limitare l'emarginazione dei partiti di centro-sinistra, quali il Partito Popolare Italiano, e dell'Unione per la Democrazia Francese, che nel corso del tempo si era allontanata dalla tradizione democristiana per assumere posizioni di stampo liberali conservatrici.
Oggi il PPE è il principale partito del centro-destra europeo e si propone quale riferimento unitario per i centristi, democristiani e conservatori europei. Vi aderiscono, fra gli altri, i principali partiti di centro e di centro-destra di Germania, Italia, Spagna, Francia e Polonia: l'Unione Cristiano-Democratica, Forza Italia, I Repubblicani, il Partito Popolare e Piattaforma Civica. 
Un altro importante soggetto è il Partito dei Conservatori e dei Riformisti Europei (ECR), di ispirazione di destra conservatrice, liberista e moderatamente euroscettica, fondato nel 2009 dal Partito Conservatore britannico, dal Partito Unionista dell'Ulster, dai polacchi di Diritto e Giustizia, dal Forum Democratico Ungherese, dai lettoni di Per la Patria e la Libertà e da Azione Elettorale dei Polacchi in Lituania.